# Lars Egge
Lars Hjalmar Bernhard Egge, ursprungligen Ahlström, född 25 september 1894 i Stockholm, död 22 oktober 1965 i Solna församling, var en svensk operettsångare, skådespelare och teaterchef.
Egge scendebuterade 1918 i Stockholm och blev senare engagerad som turnerande skådespelare. 1922 började han studera sång i Berlin, varefter han engagerades vid Hippodromteatern i Malmö. Han filmdebuterade 1920. 
Han var ledare för folkparkernas operettsektion 1935–1940 och chef för Stora teatern i Göteborg 1938–1948. 
Han var gift första gången 1921–1927 med skådespelaren Sonja Looft, andra gången 1928–1940 med skådespelaren Maja Cassel och tredje gången från 1940 till sin död med operasångaren Isa Quensel. Lars Egge är begravd på Ununge kyrkogård.

## Filmografi i urval
- 1920 – Mästerman
- 1920 – Carolina Rediviva
- 1922 – Vem dömer
- 1928 – Janssons frestelse
- 1930 – Flottans lilla fästmö
- 1933 – En melodi om våren
- 1952 – För min heta ungdoms skull
- 1953 – Flickan från Backafall
- 1954 – Brudar och bollar eller Snurren i Neapel
- 1954 – Flottans glada gossar
- 1954 – Gabrielle
- 1955 – Våld
- 1956 – Sjunde himlen
- 1957 – Sommarnöje sökes
- 1958 – Kostervalsen
- 1958 – Lek på regnbågen
- 1961 – Lek ej med kärleken
- 1963 – Mordvapen till salu
- 1964 – Markisinnan

## Teater

### Roller (ej komplett)
| År   | Roll                            | Produktion                                                                    | Regi              | Teater         |
| ---- | ------------------------------- | ----------------------------------------------------------------------------- | ----------------- | -------------- |
| 1925 | Storfurst Alex Doroschinskij    | Orloff Ernst Marischka och Bruno Granichstaedten                              | Nils Johannisson  | Oscarsteatern  |
| 1926 |                                 | Hollandsflickan Leo Stein, Béla Jenbach och Emmerich Kálmán                   | Oskar Textorius   | Oscarsteatern  |
| 1926 | Klas Ankarstock                 | Apollon ombord Evert Taube                                                    | Oskar Textorius   | Vasateatern    |
| 1926 | Gregoire                        | Niniche Marius Boullard, Alfred Hennequin och Albert Millaud                  | Albert Ranft      | Vasateatern    |
| 1926 | Mister X                        | Cirkusprinsessan Emmerich Kálmán, Julius Brammer och Alfred Grünwald          | Oskar Textorius   | Vasateatern    |
| 1927 |                                 | Smällkaramellen Jean Gilbert, Leo Kastner och Alfred Möller                   | Oskar Textorius   | Vasateatern    |
| 1927 | Sjöofficeren                    | Alexandra Albert Szirmai och Franz Martos                                     | Oskar Textorius   | Vasateatern    |
| 1927 | Bankkamrern                     | Adjö, Mimi Ralph Benatzky, Alexander Engel och Julius Horst                   | Oskar Textorius   | Vasateatern    |
| 1928 |                                 | Svalboet Bruno Granichstaedten och Ernst Marischka                            | Oskar Textorius   | Vasateatern    |
| 1928 | Georges Valandray               | Inte på mun Maurice Yvain och André Barde                                     | Oskar Textorius   | Vasateatern    |
| 1928 |                                 | Miss America Walter Bromme, Georg Okonkowsky och Willy Steinberg              | Sigurd Wallén     | Vasateatern    |
| 1928 |                                 | Hertiginnan av Chicago Emmerich Kálmán, Julius Brammer och Alfred Grünwald    | Oskar Textorius   | Vasateatern    |
| 1928 | Bàron Pista                     | Hennes excellens Michael Krausz, Ernst Welisch och Rudolf Schanzer            | Oskar Textorius   | Vasateatern    |
| 1928 | Nikolas von Tamassy             | Grevinnan Eva Albert Szirmai och Frans Martos                                 | Oskar Textorius   | Vasateatern    |
| 1928 | Dimitri Wladimir Sarrassow      | Sista valsen Oscar Straus, Julius Brammer och Alfred Grünwald                 | Oskar Textorius   | Vasateatern    |
| 1929 | Prins Sascha av Koruga          | Katja Jean Gilbert, Leopold Jacobson och Rudolph Österreicher                 | Oskar Textorius   | Vasateatern    |
| 1929 | Felix Myrtenbach                | Nattkavaljeren Robert Stolz, Alfred Maria Willner och Rudolf Österreicher     | Oskar Textorius   | Vasateatern    |
| 1929 | John Boggs                      | Hjärter dam Lewis E. Gensler, Laurence Schwab och B. G. de Sylva              | Nils Johannisson  | Vasateatern    |
| 1929 | Greve Varigny                   | Jag bedrar dig blott av kärlek Ralph Rudin och Robert Blum                    | Gustaf Bergman    | Vasateatern    |
| 1929 | Jim Kenyon                      | Rose Marie Rudolf Friml, Herbert Stothart, Otto Harbach och Oscar Hammerstein | Gustaf Bergman    | Vasateatern    |
| 1930 | Almasy                          | Hotell Stadt Lemberg Jean Gilbert och Ernst Neubach                           | Adolf Niska       | Vasateatern    |
| 1930 | Franz                           | Kejsarinnan Maria Theresia Leo Fall, Julius Brammer, Alfred Grünwald          | Oskar Textorius   | Vasateatern    |
| 1930 |                                 | Mr Cinders Vivian Ellis, Richard Myers, Clifford Grey och Greatrex Newman     | Adolf Niska       | Vasateatern    |
| 1930 |                                 | Orloff Bruno Granichstaedten och Ernst Marischka                              | Naima Wifstrand   | Vasateatern    |
| 1932 | Pierre Birabeau, "Röda skuggan" | Ökensången Oscar Hammerstein, Otto Harbach, Frank Mandel och Sigmund Romberg  | Nils Johannisson  | Oscarsteatern  |
| 1933 | Roberto, flykting               | Nymånen Oscar Hammerstein, Laurence Schwab, Frank Mandel och Sigmund Romberg  | Harry Stangenberg | Oscarsteatern  |
| 1934 | Djävulsryttaren                 | Djävulsryttaren Emmerich Kálmán, Rudolf Schanzer och Ernst Welisch            | Nils Johannisson  | Oscarsteatern  |
| 1934 |                                 | Min syster och jag Ralph Benatzky och Robert Blum                             | Lars Egge         | Folkparksturné |
| 1934 |                                 | Furstinnan Jadja Alfred Grünwald, Ludwig Herzer och Robert Stolz              | Nils Johannisson  | Oscarsteatern  |
| 1935 | Charlite Kettman                | Maya Imre Harmath, Rudolf Schanzer, Ernst Welisch och Szabolcs Fényes         | Nils Johannisson  | Oscarsteatern  |
| 1935 | Casanova                        | Casanova Johann Strauss den yngre och Ralph Benatzky                          | Harry Stangenberg | Oscarsteatern  |
| 1935 |                                 | Zigenarkärlek Franz Lehár, Alfred Maria Willner och Robert Bodanzky           | Lars Egge         | Folkparksturné |
| 1935 | Leopold                         | Vita Hästen Hans Müller och Ralph Benatzky                                    | Lars Egge         | Folkparksturné |
| 1936 | Greve Danilo                    | Glada änkan Franz Lehár, Victor Léon och Leo Stein                            | Gustaf Bergman    | Stora Teatern  |
| 1942 |                                 | Blåjackor Lajos Lajtai, André Barde och Lauri Wylie                           | Leif Amble-Naess  | Stora Teatern  |
| 1945 |                                 | Manina Nico Dostal                                                            | Nils Johannisson  | Stora Teatern  |
| 1947 | Sergej                          | Polundra Vasilij Solovjov-Sedov                                               | Lars Egge         | Stora Teatern  |
| 1950 | Brudgummen                      | En skugga Hjalmar Bergman                                                     | Ingmar Bergman    | Intiman        |
| 1950 | Gatusångaren                    | Tolvskillingsoperan Bertolt Brecht och Kurt Weill                             | Ingmar Bergman    | Intiman        |
| 1951 |                                 | Drömflickan Elmer Rice                                                        | Hasse Ekman       | Intiman        |
| 1951 |                                 | Ta hand om Amelie Georges Feydeau                                             | Hjördis Petterson | Intiman        |
| 1953 | Paul                            | Sista valsen Oscar Straus, Julius Brammer och Alfred Grünwald                 | Einar Beyron      | Oscarsteatern  |
| 1953 | Arvide Abernathy                | Änglar på Broadway Frank Loesser, Joe Swerling och Abe Burrows                | Sven Aage Larsen  | Oscarsteatern  |
| 1953 | Buffalo Bill                    | Annie Get Your Gun Irving Berlin, Dorothy Fields och Herbert Fields           | Sven Aage Larsen  | Oscarsteatern  |
| 1954 | Baron Mirko Zeta                | Glada änkan Franz Lehár, Victor Léon och Leo Stein                            | Lars Egge         | Oscarsteatern  |
| 1955 | Henri de Château-Fegure, major  | Lilla helgonet Hervé, Henri Meilhac och Albert Millaud                        | Ivo Cramér        | Oscarsteatern  |
| 1957 | Sergius Wladimir                | Cirkusprinsessan Emmerich Kálmán, Julius Brammer och Alfred Grünwald          | Egon Larsson      | Oscarsteatern  |
| 1961 | Franz Josef                     | Vita Hästen Hans Müller och Ralph Benatzky                                    | Egon Larsson      | Oscarsteatern  |
| 1964 | Rolf Swedenhielm Sr             | Swedenhielms Hjalmar Bergman                                                  |                   | Riksteatern    |

### Regi
| År   | Produktion                                 | Upphovsmän                                            | Teater                  |
| ---- | ------------------------------------------ | ----------------------------------------------------- | ----------------------- |
| 1934 | Min syster och jag Meine Schwester und ich | Ralph Benatzky och Robert Blum                        | Folkparksturné          |
| 1935 | Zigenarkärlek Zigeunerliebe                | Franz Lehár, Alfred Maria Willner och Robert Bodanzky | Folkparksturné          |
| 1935 | Vita hästen Im weißen Rößl                 | Hans Müller och Ralph Benatzky                        | Folkparksturné          |
| 1946 | Sista valsen Der letzte Walzer             | Oscar Straus, Julius Brammer och Alfred Grünwald      | Stora Teatern           |
| 1946 | Fågelhandlaren Der Vogelhändler            | Carl Zeller, Moritz West och Ludwig Held              | Stora Teatern           |
| 1947 | En valsdröm Ein Walzertraum                | Oscar Straus, Felix Dörmann och Leopold Jacobson      | Stora Teatern           |
| 1947 | Polundra                                   | Vasilij Solovjov-Sedov                                | Stora Teatern           |
| 1951 | Värdshuset Vita hästen Im weißen Rößl      | Ralph Benatzky, Eric Charell och Hans Müller          | Skansens friluftsteater |
| 1954 | Glada änkan Die lustige Witwe              | Franz Lehár                                           | Oscarsteatern           |

## Bilder

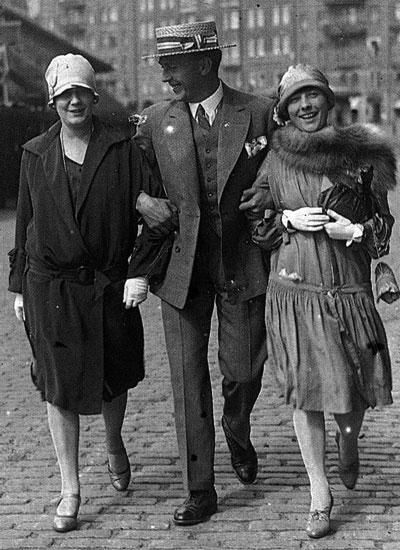
Lars Egge på promenad i Stockholm 1928. Till vänster dåvarande frun Maja Cassel och till höger Elsa Wallin.
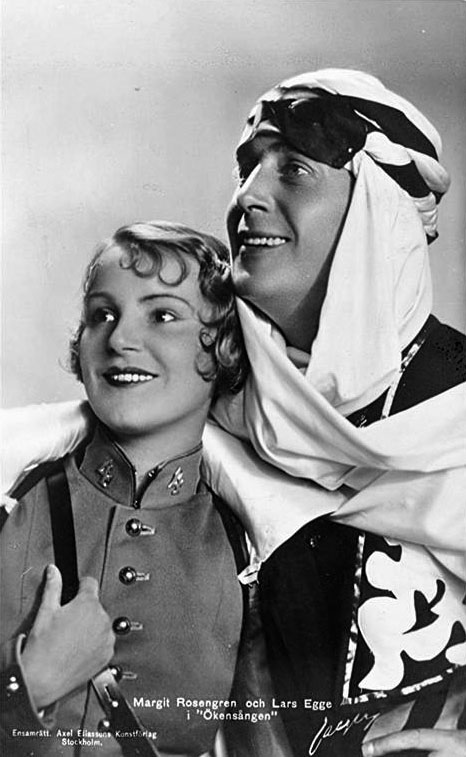
Margit Rosengren och Lars Egge i Ökensången på Oscarsteatern 1932.
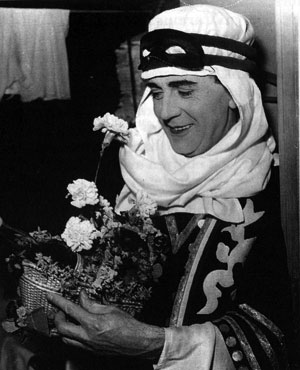
Lars Egge spelar Röda skuggan i Ökensången för tusende gången 1945.
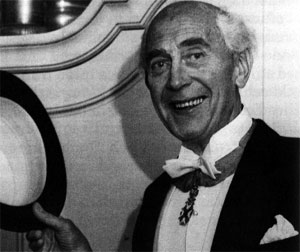
Lars Egge i sin sista roll som Rolf Swedenhielm Sr i Swedenhielms hos Riksteatern 1964.